# Хелди
Хелди (чечен. Хьелди) — село в Итум-Калинском районе Чеченской Республики. Входит в состав Тазбичинского сельского поселения.

## География
Расположено на берегу реки Хелдихойэрк, к юго-востоку от районного центра Итум-Кали.
Ближайшие населённые пункты: на севере — Тазбичи, на юге — Ведучи, на востоке — Цамадой.

## История
В 1944 году коренное население ЧИ АССР было выселено. После восстановления ЧИ АССР чеченцам было запрещено возвращаться в свои исконные районы: Галанчожский, Шатойский и Итум-Калинский.

## Население
| 2002 | 2010 |
| ---- | ---- |
| 0    | →0   |